# Imlil
Imlil (àrab: إمليل, Imlīl; amazic estàndard marroquí: ⵉⵎⵍⵉⵍ, Imlil) és una comuna rural de la província d'Azilal, a la regió de Béni Mellal-Khénifra, al Marroc. Segons el cens de 2014 tenia una població total de 10.435 persones.